# سوكسيبوزون
سوكسيبوزون (بالإنجليزية:  Suxibuzone)‏ هو دواء يستخدم للألم المفصلي والعضلي.
وهو عبارة عن طليعة دواء للدواء المضاد للالتهاب غير الستيروئيدي : فينيل بوتازون ويستخدم بشكل شائع عند الخيول.